# Nová Role
Nová Role (en allemand : Neurohlau, précédemment : Neu Rohlau) est une ville du district et de la région de Karlovy Vary, en République tchèque. Sa population s'élevait à 4 244 habitants en 2024.

## Géographie
Nová Role est arrosée par la Rolava, un affluent de l'Ohře, et se trouve à 8 km au nord-ouest de Karlovy Vary et à 120 km à l'ouest-nord-ouest de Prague.

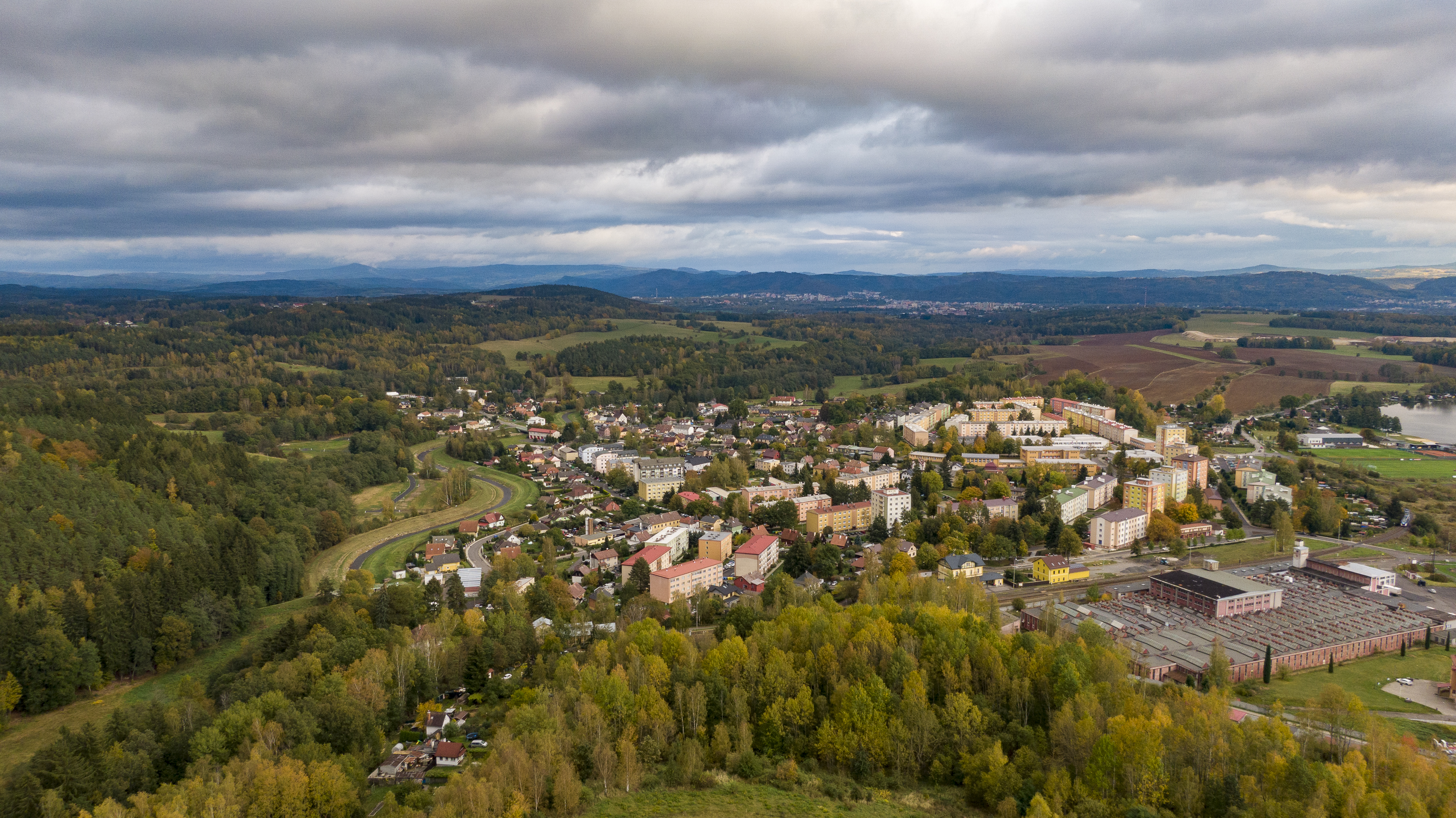
Nová Role : vue générale.

La commune est limitée par Smolné Pece au nord, par Děpoltovice au nord et à l'est, par Karlovy Vary et Mírová au sud, par Božičany à l'ouest et par Nejdek au nord-ouest.

## Histoire
La localité est citée pour la première fois dans un document historique en 1293 sous le nom de Nowa Raluna.

## Galerie

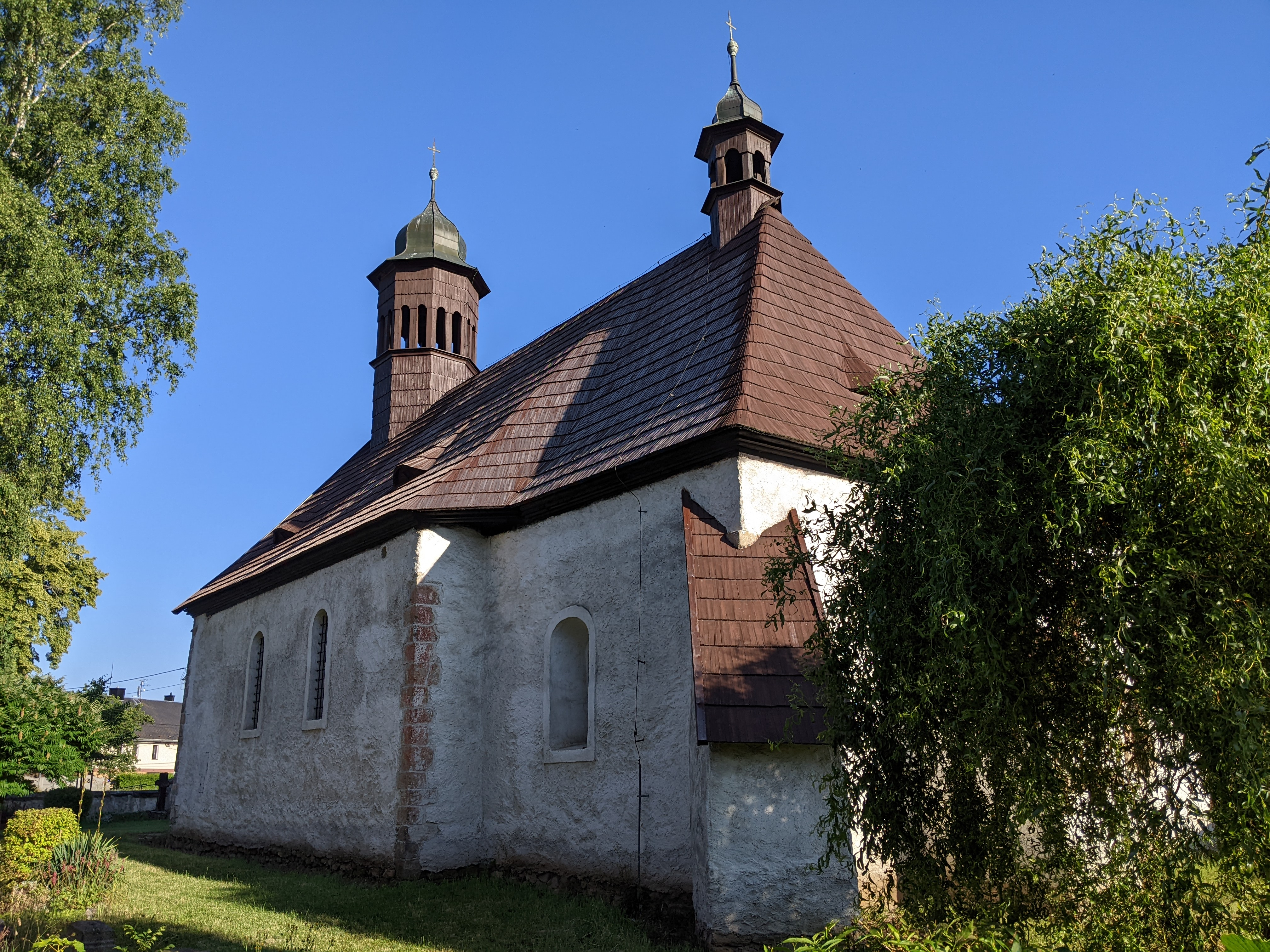
Église Saint-Michel.
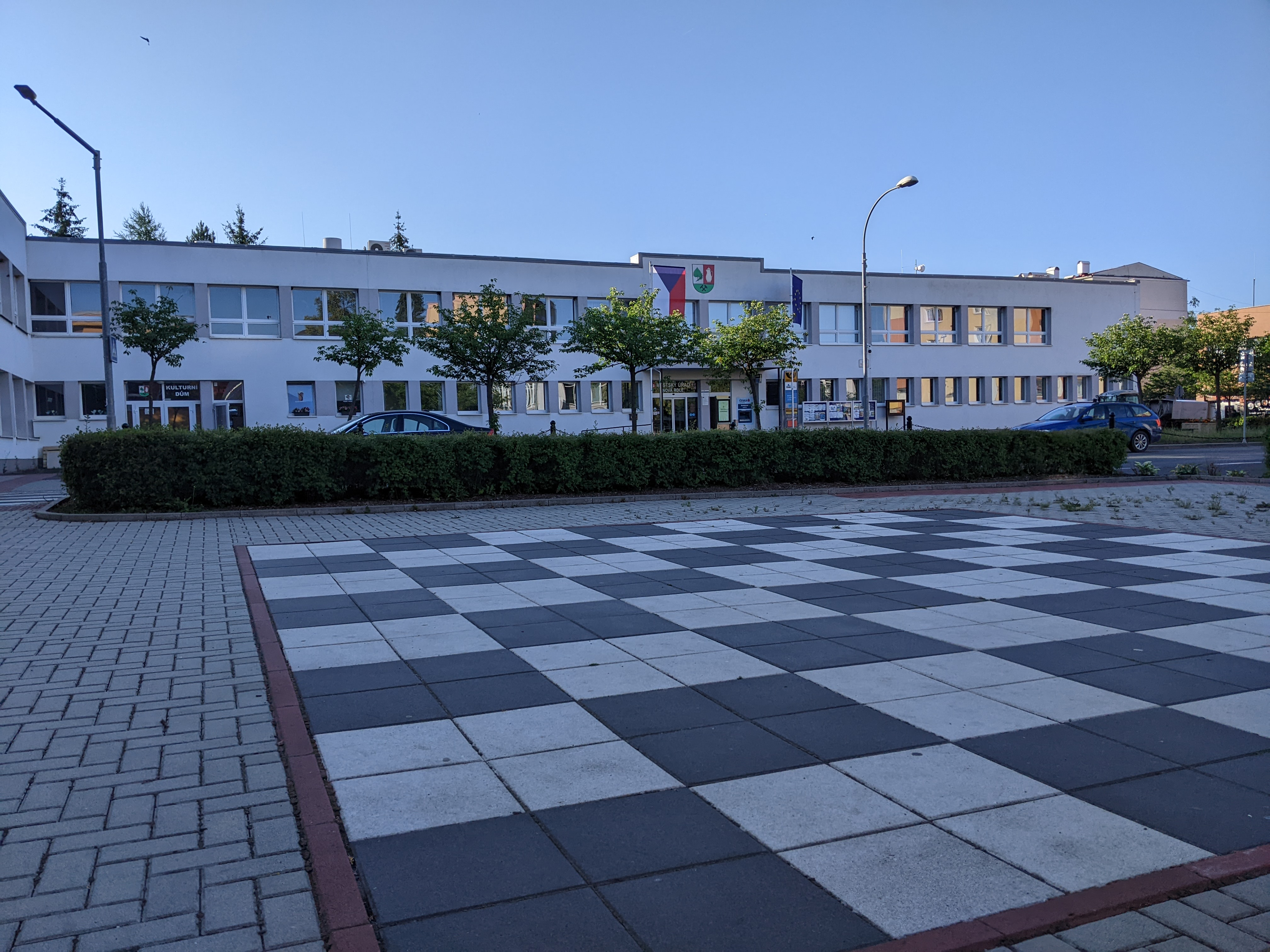
Hôtel de ville.

## Transports
Par la route, Nová Role se trouve à 11 km de Karlovy Vary et à 138 km de Prague.